# Calycopis caesaries
Espèce
Calycopis caesaries est un papillon de la famille des Lycaenidae, de la sous-famille des Theclinae et du genre Calycopis.

## Dénomination
Calycopis caesaries a été décrit par Herbert Druce en 1907 sous le nom initial de Thecla caesaries.

### Nom vernaculaire
Calycopis caesaries se nomme Caesaries Hairstreak en anglais.

## Description
Calycopis caesaries est un petit papillon aux pattes et aux antennes cerclés de blanc et noir, avec deux fines queues à chaque aile postérieure, une longue et une courte.
Sur le dessus les ailes sont bleu brillant métallisé largement bordées de marron.
Le revers est beige avec une fine ligne postdiscale marron et, aux ailes postérieures, des ocelles jaune formant une large bande postmarginale dont deux sont pupillés de marron et surmontés de chevrons jaune.

## Écologie et distribution
Calycopis caesaries est présent à Panama, en Colombie, au Surinam, en Guyana et en Guyane,,.

### Protection
Pas de statut de protection particulier.